# Фрегат (памятник, Херсон)
Памятный знак «Фрегат» (Памятник первым корабелам)  — монументальное скульптурное сооружение на набережной Херсона, Украина. Находится на проспект Независимости, является одним из символов города. Установлен в 1972 в честь первых строителей Черноморского флота. Скульпторы — И. Г. Белокур, В. Н. Потребенко, В. Л. Шкуропат, архитекторы — Г. П. Сикула, Ю. П. Тарасов.

## История создания
Монумент в виде парусника на высоком постаменте был установлен в 1972 году, на месте херсонской судоверфи, на которой 16 сентября 1783 года был спущен на воду 66-пушечный линейный корабль «Слава Екатерины», ставший первым кораблем Черноморского флота и 54-пушечный фрегат «Святой Георгий Победоносец».

## Композиция
15 метровая скульптурная композиция выполнена из медных листов, гранита и прочного бетона. На массивном бетонном постаменте располагается 40-тонный макет парусного судна из кованой меди. По бокам постамента барельефы, изображающие начало строительства кораблей в Херсоне и развитие судостроения в современное время. На лицевой стороне внизу постамента золотистыми буквами выведена надпись: 

«Здесь в 1783 году построен первый 66-пушечный линейный корабль Черноморского флота „Слава Екатерины“»

## Влияние на городскую среду
В конце 1970-х годов в непосредственной близости от монумента было начато строительство гостиничного комплекса с названием «Фрегат», которое было завершено к 1989 году. Рядом с гостиницей была благоустроена набережная «Фрегат», расположенная на северо-восток от проспекта Ушакова, открытый участок которой длиной около 400 метров отличается благоустройством, освещением и озеленением, а на территории набережной расположен фонтан.